# Agencja Dworu Cesarskiego

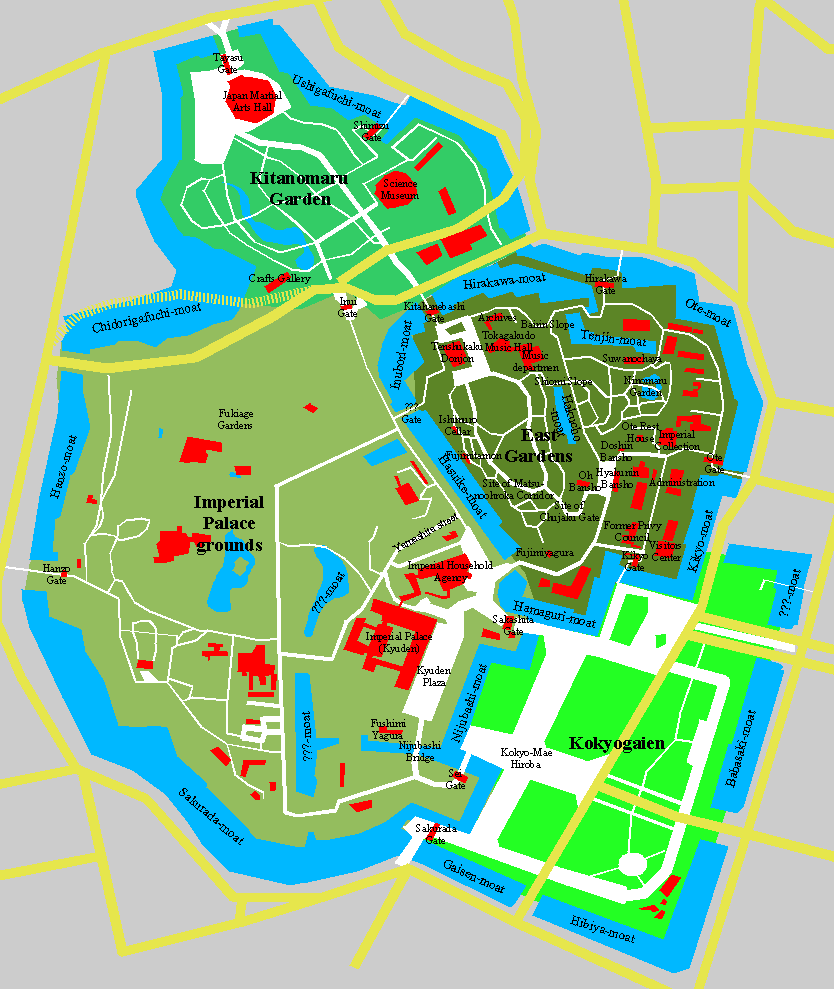
Mapa Kōkyo, cesarskiego kompleksu pałacowego i ogrodów (Agencja na czerwono w centrum, obok głównego Pałacu Cesarskiego (Kyūden)

Agencja Dworu Cesarskiego (jap. 宮内庁 Kunai-chō, oficjalna nazwa w jęz. ang. Imperial Household Agency) – agencja rządu Japonii odpowiedzialna za sprawy państwowe dotyczące rodziny cesarskiej.

## Historia
Początków tego rodzaju instytucji można doszukiwać się w zapisach kodeksu Taihō (Taihō-ritsuryō) z 701 roku w okresie panowania cesarza Mommu (683–707) dotyczących struktury rządowej.
W 1889 roku wraz z ogłoszeniem pierwszej konstytucji uchwalono „Ustawę o Domu Cesarskim”. Pierwszy dokument ustanowił monarchię konstytucyjną, drugi dotyczył spraw wewnętrznych Domu Cesarskiego (皇室 Kōshitsu Dom, Rodzina Cesarska). Na tej podstawie ustanowiono zasadę, że o swoich sprawach będzie decydował sam Dom bez procedur w parlamencie, a wewnętrznymi sprawami dworu będzie zajmować się Ministerstwo Dworu Cesarskiego (宮内省 Kunai-shō, Imperial Household Ministry), niezależne od rządu. Zasadę te potwierdzono w „Rozkazie cesarskim” z 1908 roku.
W dniu 3 maja 1947 roku, kiedy Konstytucja Shōwa weszła w życie, Ministerstwo Dworu Cesarskiego stało się Biurem Dworu Cesarskiego (Imperial Household Office, 宮内府 Kunai-fu) i podlegało premierowi Japonii. Liczba pracowników została znacznie zmniejszona z powojennej liczby ponad 6200 do mniej niż 1500.
W dniu 1 czerwca 1949 roku, kiedy weszła w życie ustawa o urzędzie premiera, Biuro Dworu Cesarskiego stało się Agencją Dworu Cesarskiego (宮内庁 Kunai-chō, Imperial Houshold Agency), zewnętrzną agencją Kancelarii Premiera.
W wyniku reformy rządu centralnego, która weszła w życie 6 stycznia 2001 roku, Agencję Dworu Cesarskiego podporządkowano Urzędowi Gabinetu (内閣府, Naikaku-fu, Cabinet Office).

## Struktura
Agencja Dworu Cesarskiego, jako organizacja rządowa podległa premierowi, zajmuje się sprawami państwowymi dotyczącymi Domu Cesarskiego. Wśród czynności cesarza w sprawach państwowych określonych w art. 7 Konstytucji Japonii, Agencja pomaga w przyjmowaniu zagranicznych ambasadorów, ministrów, głów państw, przedstawicieli monarchii oraz w pełnieniu funkcji ceremonialnych. 
Na czele Agencji stoi Wielki Indendent (jap. 宮内庁長官 Kunaichō-chōkan, ang. Grand Steward), któremu pomaga Zastępca Wielkiego Indendenta (宮内庁次長 Kunaichō-jichō, Vice-Grand Steward). Główne jednostki organizacyjne to: Sekretariat Wielkiego Indendenta, Zarząd Szambelanów, Dwór Emerytowanego Cesarza, Dwór Następcy Tronu, Zarząd Ceremonii, Wydział Archiwów i Mauzoleów, Wydział Konserwacji i Robót, Biuro Dworu Cesarskiego w Kioto.
Biuro w Kioto jest odpowiedzialne za utrzymanie właściwości użytkowych Domu Cesarskiego, jak: Pałac Cesarski w Kioto (京都御所 Kyōto Gosho), Pałac Ōmiya w Kioto (京都大宮御所 Kyōto Ōmiya-gosho), Pałac Cesarski Sentō (京都仙洞御所 Kyōto Sentō-gosho) oraz wille cesarskie Katsura (桂離宮, Katsura Rikyū) i Shugaku-in (修学院離宮, Shugaku-in Rikyū), a także tereny, gdzie znajdują się cesarskie mauzolea i grobowce. W sumie w gestii Agencji znajduje się kilkanaście obiektów o różnym charakterze: farmy hodowlane, wille, rezydencje i pałace.

## Galeria

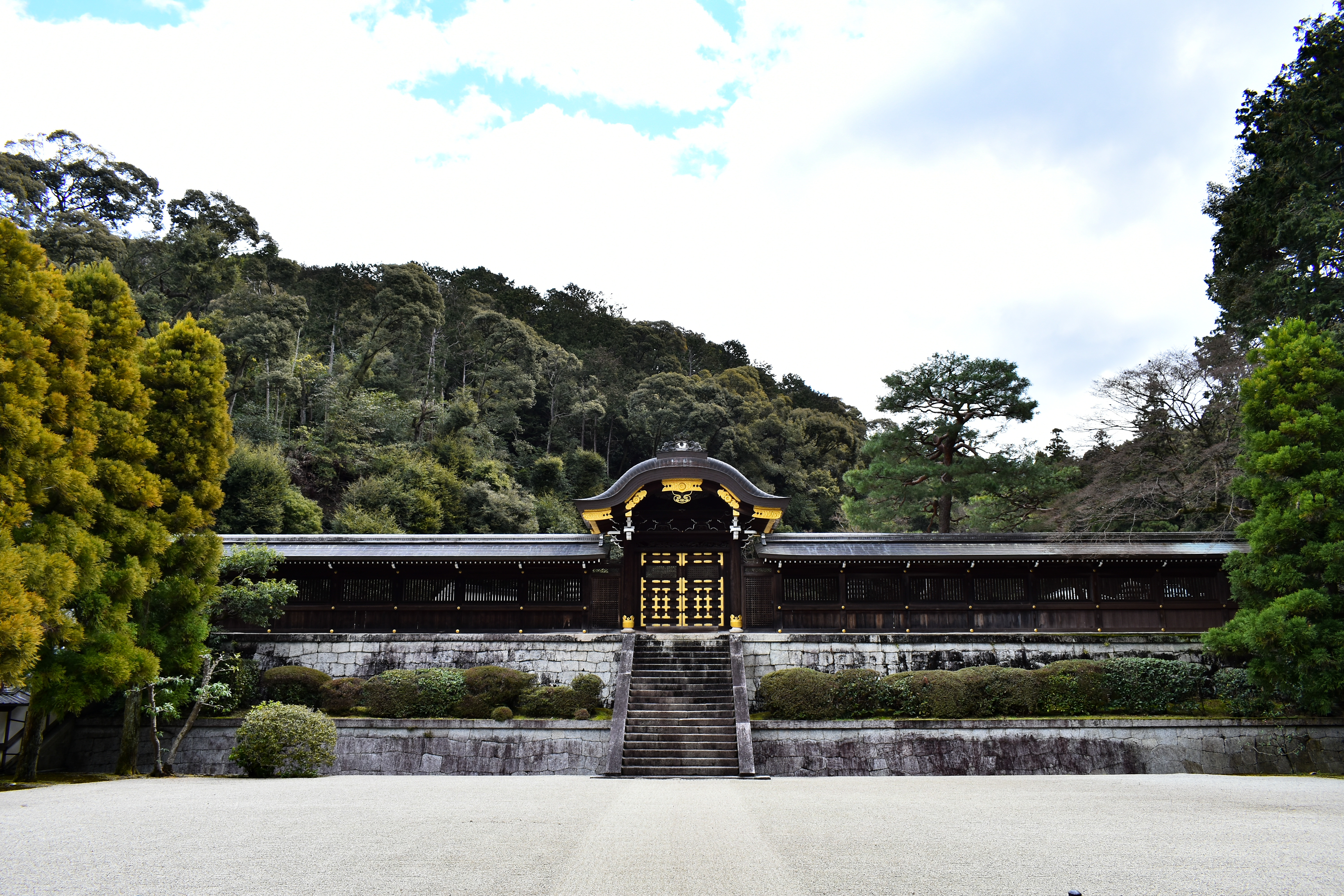
Tsuki-no-wa no Misasagi, Kioto (w gestii Agencji)
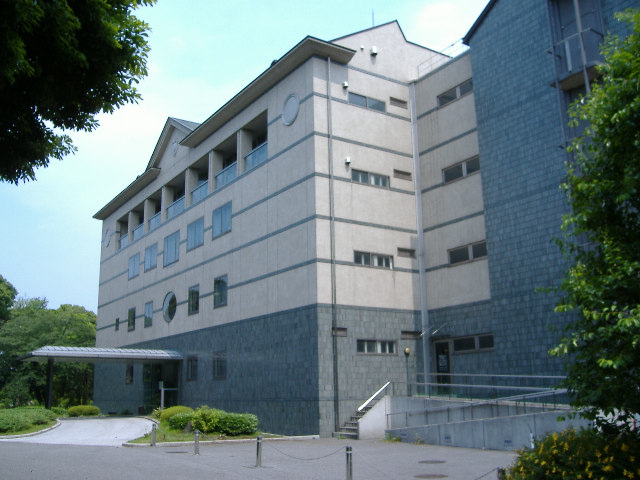
Departament Archiwów i Mauzoleów
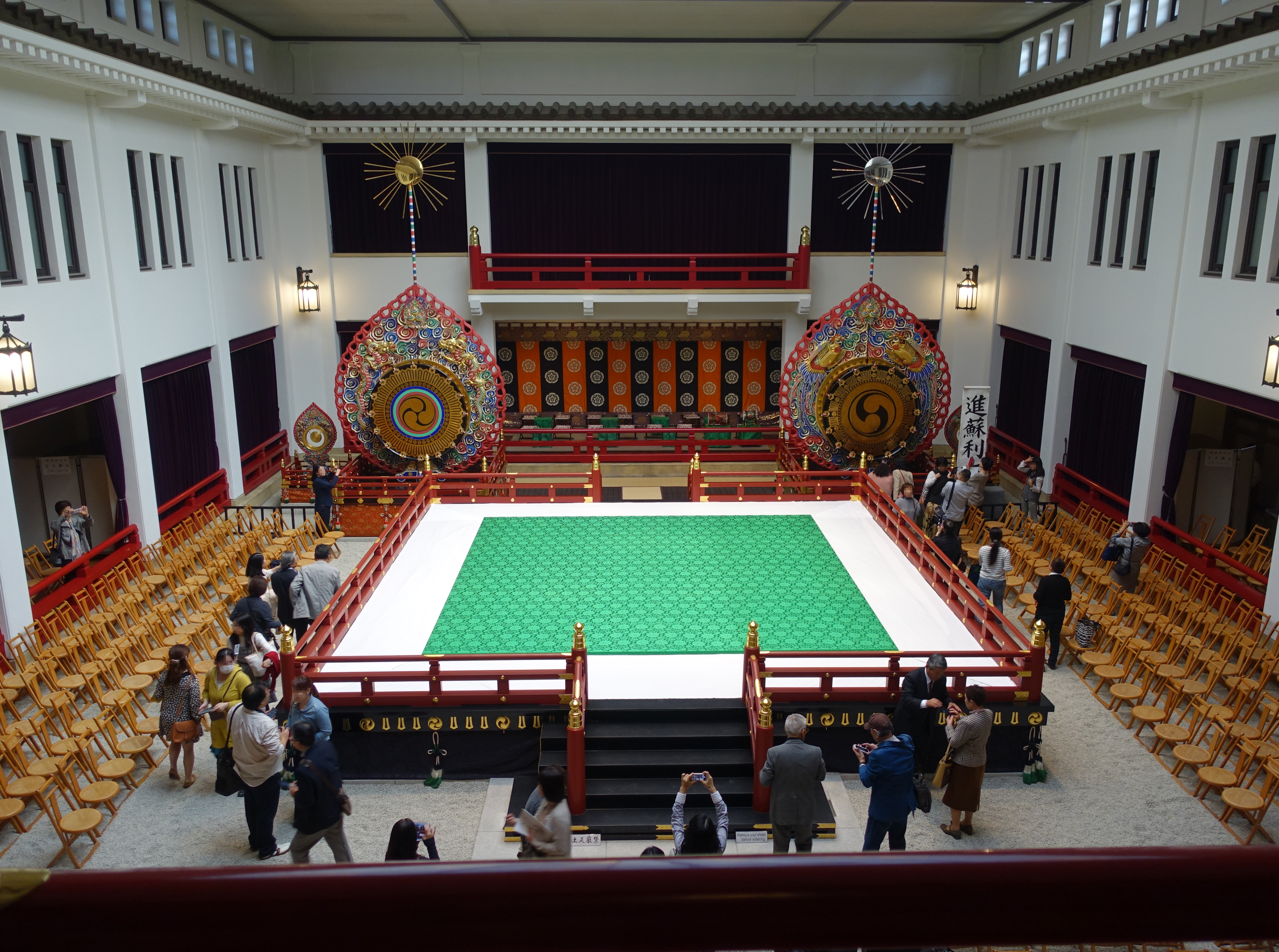
Departament Muzyki (scena do występów)
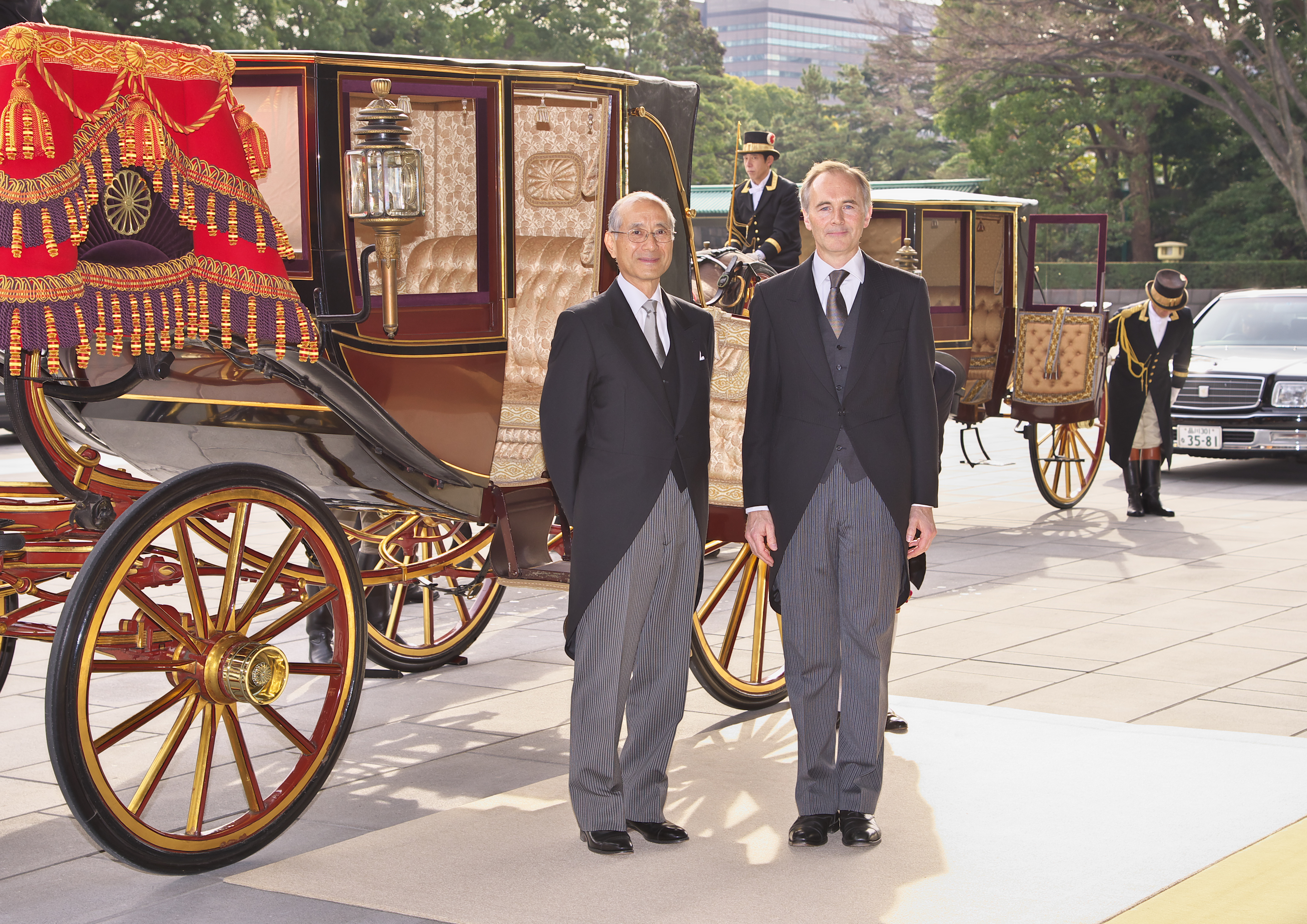
Wielki mistrz ceremonii i nowy ambasador brytyjski przed złożeniem listów uwierzytelniających